# خوليو تيودورو سالم
خوليو تيودورو سالم هو سياسي إكوادوري من أصل لبناني، ولد في 26 سبتمبر 1900 في ريوبامبا في الإكوادور، وتوفي في 3 سبتمبر 1968 في كيتو في الإكوادور. نشط حزبياً في الحزب الليبرالي الراديكالي. وقد انتخب نائباً في كونغرس الإكوادور.شغل منصب رئيس مؤقت في عام 1944 بعد الإطاحة بنظام كارلوس ديل ريو.